# مات كلارك (ممثل)
مات كلارك (بالإنجليزية: Matt Clark)‏ مواليد 25 نوفمبر 1936 في واشنطن العاصمة، هو ممثل ومخرج أمريكي بدأ مسيرته الفنية سنة 1960.

## الأعمال

### مسلسلات
- بين كيسي
- بونانزا
- ذا والتونز
- بيت صغير على المرج
- ديناستي
- ماجنوم بي آي
- غريس أندر فاير
- ممسوس بملاك
- ذا براكتيس
- جوال تكساس ووكر

## روابط خارجية
- مات كلارك على موقع IMDb (الإنجليزية)
- مات كلارك على موقع ألو سيني (الفرنسية)
- مات كلارك على موقع ألو سيني (الفرنسية)
- مات كلارك على موقع أول موفي (الإنجليزية)
- مات كلارك على موقع قاعدة بيانات الأفلام السويدية (السويدية)
- مات كلارك على موقع قاعدة بيانات الفيلم (الإنجليزية)
- مات كلارك على موقع كينوبويسك (الروسية)